# 海雷丁·巴巴羅薩
海雷丁·巴巴罗萨（阿拉伯語：خير الدين بربروس，羅馬化：Khayr al-Din Barbarus，1478年—1546年7月4日）是一名鄂圖曼海盜，更是阿爾及爾的蘇丹，史稱巴巴羅薩二世，因臉部長滿鬍子，與哥哥奥鲁奇雷斯被稱為巴巴羅薩（意指紅鬍子）兄弟。

## 生平
海雷丁出生於希臘，父親是土耳其騎兵，母親是希臘基督徒。後來希臘被鄂圖曼土耳其佔領，而兩兄則被騎士團虜到羅德島當蓋堡壘的免費勞工，後又被調到帆槳船上拴著鐵鍊當槳手苦力。而後兩人趁著夜色洇水逃走。海雷丁與哥哥奥鲁奇改宗伊斯蘭教，並加入鄂圖曼軍隊，後來兩人則由士兵變成海盜，海雷丁則跟隨奥鲁奇縱橫四海。1514年，奥鲁奇與西班牙作戰時受傷，海雷丁暫替奧魯奇的海盜首領位置，重整旗鼓。1518年奥鲁奇自立為苏丹後，與鄂圖曼關係決裂，西班牙國王卡洛斯一世出兵阿爾及爾，奥鲁奇缺乏支援下大敗並戰死，苏丹之位由其弟海雷丁繼承，成為巴巴羅薩二世。海雷丁繼位後，即與土耳其重修舊好，恢復兩地的關係，土耳其則封海雷丁為海军大将兼北非首席总督，海雷丁最終在伊斯坦堡頤養天年直到去世。